# Monica Raymund
Monica Raymund (ur. 26 lipca 1986 w St. Petersburgu na Florydzie) – amerykańska aktorka, która wystąpiła m.in. w serialach: Magia kłamstwa, Żona idealna i Chicago Fire.

## Filmografia

### Filmy
| Rok  | Tytuł                     | Rola         | Uwagi       |
| ---- | ------------------------- | ------------ | ----------- |
| 2007 | Fighter                   | Sarah        | krótkometr. |
| 2008 | Love? Pain                |              | krótkometr. |
| 2012 | Arbitraż                  | Reina        |             |
| 2012 | Fifty Grades of Shay      | Dialect Tape | krótkometr. |
| 2013 | Brahmin Bulls             | Maya         |             |
| 2016 | Happy Baby                | Maria        |             |
| 2022 | Kumple                    | Tina         |             |
| 2023 | Bunt przed sądem wojennym | Challee      |             |

### Telewizja
| Rok       | Tytuł                              | Rola               | Uwagi               |
| --------- | ---------------------------------- | ------------------ | ------------------- |
| 2008      | Prawo i porządek: sekcja specjalna | Trini Martinez     | 1 odc.              |
| 2009–2011 | Magia kłamstwa                     | Maria "Ria" Torres | gł. obsada, 48 odc. |
| 2011      | Zaprzysiężeni                      | Luisa Sosa         | 1 odc.              |
| 2011–2012 | Żona idealna                       | Dana Lodge         | 9 odc.              |
| 2012–2019 | Chicago Fire                       | Gabriela Dawson    | gł. rola            |
| 2013      | Anatomia prawdy                    | analityczka FBI    | 1 odc.              |
| 2014–2018 | Chicago PD                         | Gabriela Dawson    | 9 odc.              |
| 2016      | Chicago Med                        | Gabriela Dawson    | 2 odc.              |
| 2020–2024 | Hightown                           | Jackie Quinones    | gł. rola            |
| 2025      | Na służbie                         | Maria Delgado      | 1 odc.              |